# Sowjetarmee-Pokal 1963/64
Der Sowjetarmee-Pokal 1963/64 war die 24. Austragung des Pokalwettbewerbs im Fußball in Bulgarien. Im Finale kam es zur Neuauflage des letztjährigen Endspiels. FD Slawia Sofia setzte sich erneut gegen ASK Botew Plowdiw durch. Durch den Sieg qualifizierte sich Slawia für den Europapokal der Pokalsieger 1964/65. 

## Modus
Bis auf das Finale wurden die Begegnungen in Hin- und Rückspiel entschieden. Bei Torgleichheit in beiden Spielen wurde der Sieger im Elfmeterschießen ermittelt.

## Teilnehmer
| - DFS Beroe Stara Sagora - ASK Botew Plowdiw - Chadschi Dimitar Sliwen - DFS Christo Karpatschew Lowetsch - Dimitar Watew Beloslaw - Dobrudscha Tolbuchin - FD Dunaw Russe - Geoloschka Basa Warna | - FK Gigant Belene - Lewski Kjustendil - FD Lewski Sofia - Lok Gorna Orjachowiza - FD Lokomotive Sofia - DFS Lokomotive Plowdiw - Lokomotive Russe - Marda Gwardia Sliven | - DFS Marek Stanke Dimitrow - Mariza Plowdiw - Minjor Dimitrowgrad - Minjor Pernik - Rodopa Smoljan - Septemwri Sofia - Septemwrijska Slawa Michailowgrad - DFS Pirin Blagoewgrad | - FD Slawia Sofia - DFS Spartak Plewen - DFS Spartak Plowdiw - Spartak Sofia - Spartak Warna - Swetkawiza Targowischte - SD Tscherno More Warna - ZSKA Tscherweno sname Sofia |

## 1. Runde
|                                  | Gesamt          |                                   | Hinspiel | Rückspiel |
| -------------------------------- | --------------- | --------------------------------- | -------- | --------- |
| Lokomotive Russe                 | 1:5             | Lok Gorna Orjachowiza             | 1:2      | 0:3       |
| Swetkawiza Targowischte          | 1:7             | DFS Spartak Plewen                | 0:1      | 1:6       |
| DFS Pirin Blagoewgrad            | 1:6             | DFS Marek Stanke Dimitrow         | 0:3      | 1:3       |
| ASK Botew Plowdiw                | 3:3 (5:3 i. E.) | Septemwri Sofia                   | 2:0      | 1:3       |
| FD Lokomotive Sofia              | 3:2             | Septemwrijska Slawa Michailowgrad | 2:1      | 1:1       |
| Minjor Pernik                    | 0:1             | FD Slawia Sofia                   | 0:0      | 0:1       |
| Minjor Dimitrowgrad              | 3:7             | Marda Gwardia Sliven              | 1:2      | 2:5       |
| Rodopa Smoljan                   | 02:10           | DFS Spartak Plowdiw               | 2:3      | 0:7       |
| Dobrudscha Tolbuchin             | 1:4             | FD Dunaw Russe                    | 1:1      | 0:3       |
| Dimitar Watew Beloslaw           | 6:8             | Spartak Warna                     | 4:5      | 2:3       |
| DFS Christo Karpatschew Lowetsch | 02:11           | FD Lewski Sofia                   | 2:3      | 0:8       |
| Geoloschka Basa Warna            | 1:9             | SD Tscherno More Warna            | 1:4      | 0:5       |
| FK Gigant Belene                 | 1:6             | ZSKA Tscherweno sname Sofia       | 0:3      | 1:3       |
| Mariza Plowdiw                   | 0:2             | DFS Lokomotive Plowdiw            | 0:1      | 0:1       |
| Chadschi Dimitar Sliwen          | 5:4             | DFS Beroe Stara Sagora            | 5:2      | 0:2       |
| Spartak Sofia                    | kampflos        | Lewski Kjustendil                 | -:-      | -:-       |

## Achtelfinale
|                           | Gesamt          |                             | Hinspiel | Rückspiel |
| ------------------------- | --------------- | --------------------------- | -------- | --------- |
| Lok Gorna Orjachowiza     | 3:3 (3:4 i. E.) | FD Lewski Sofia             | 3:0      | 0:3       |
| DFS Marek Stanke Dimitrow | 3:3 (0:3 i. E.) | FD Slawia Sofia             | 3:0      | 0:3       |
| FD Lokomotive Sofia       | 6:7             | SD Tscherno More Warna      | 2:3      | 4:4       |
| Spartak Sofia             | 1:2             | ASK Botew Plowdiw           | 0:0      | 1:2       |
| Marda Gwardia Sliven      | 5:9             | ZSKA Tscherweno sname Sofia | 2:3      | 3:6       |
| Spartak Warna             | 0:3             | FD Dunaw Russe              | 0:2      | 0:1       |
| DFS Spartak Plowdiw       | 6:3             | Chadschi Dimitar Sliwen     | 5:1      | 1:2       |
| DFS Lokomotive Plowdiw    | 2:3             | DFS Spartak Plewen          | 1:0      | 1:3       |

## Viertelfinale
|                             | Gesamt |                     | Hinspiel | Rückspiel |
| --------------------------- | ------ | ------------------- | -------- | --------- |
| FD Slawia Sofia             | 7:3    | FD Dunaw Russe      | 4:0      | 3:3       |
| SD Tscherno More Warna      | 4:3    | DFS Spartak Plowdiw | 3:0      | 1:3       |
| ZSKA Tscherweno sname Sofia | 2:4    | ASK Botew Plowdiw   | 2:0      | 0:4       |
| DFS Spartak Plewen          | 2:4    | FD Lewski Sofia     | 1:0      | 1:4       |

## Halbfinale
|                        | Gesamt |                   | Hinspiel | Rückspiel |
| ---------------------- | ------ | ----------------- | -------- | --------- |
| FD Slawia Sofia        | 4:3    | FD Lewski Sofia   | 2:2      | 2:1       |
| SD Tscherno More Warna | 2:4    | ASK Botew Plowdiw | 1:1      | 1:3       |

## Finale
| Paarung           | FD Slawia Sofia – ASK Botew Plowdiw |
| Ergebnis          | 3:2 (1:2) |
| Datum             | 9. September 1964 |
| Stadion           | Wassil-Lewski-Stadion, Sofia |
| Zuschauer         | 31.000 |
| Schiedsrichter    | Stefan Konstantinow |
| Tore              | 0:1 Dimitar Kostadinow (11.) 1:1 Aleksandar Wassilew (25., Elfmeter) 1:2 Nikola Iwanow (42.) 2:2 Anton Krastew (52.) 3:2 Anton Krastew (73.) |
| FD Slawia Sofia   | Stefan Paschoolow – Aleksandar Schalamanow, Dimitar Kostow, Petar Panagonow, Dimitar Largow – Petar Petrow (73. Georgi Charalampiew), Michail Mischew, Petar Welitschkow – Anton Krastew, Aleksandar Wassilew, Georgi Gugalow Cheftrainer: Dobromir Taschkow |
| ASK Botew Plowdiw | Michail Karuschkow (79. Georgi Najdenow) – Iwan Saduma, Georgi Tschakarow , Widin Apostolow – Rajko Stojnew, Dinko Dermendschiew, Nikola Iwanow – Boschidar Atanasow, Georgi Popow, Dimitar Kostadinow Cheftrainer: Georgi Genew                             |